# Roland Schweitzer

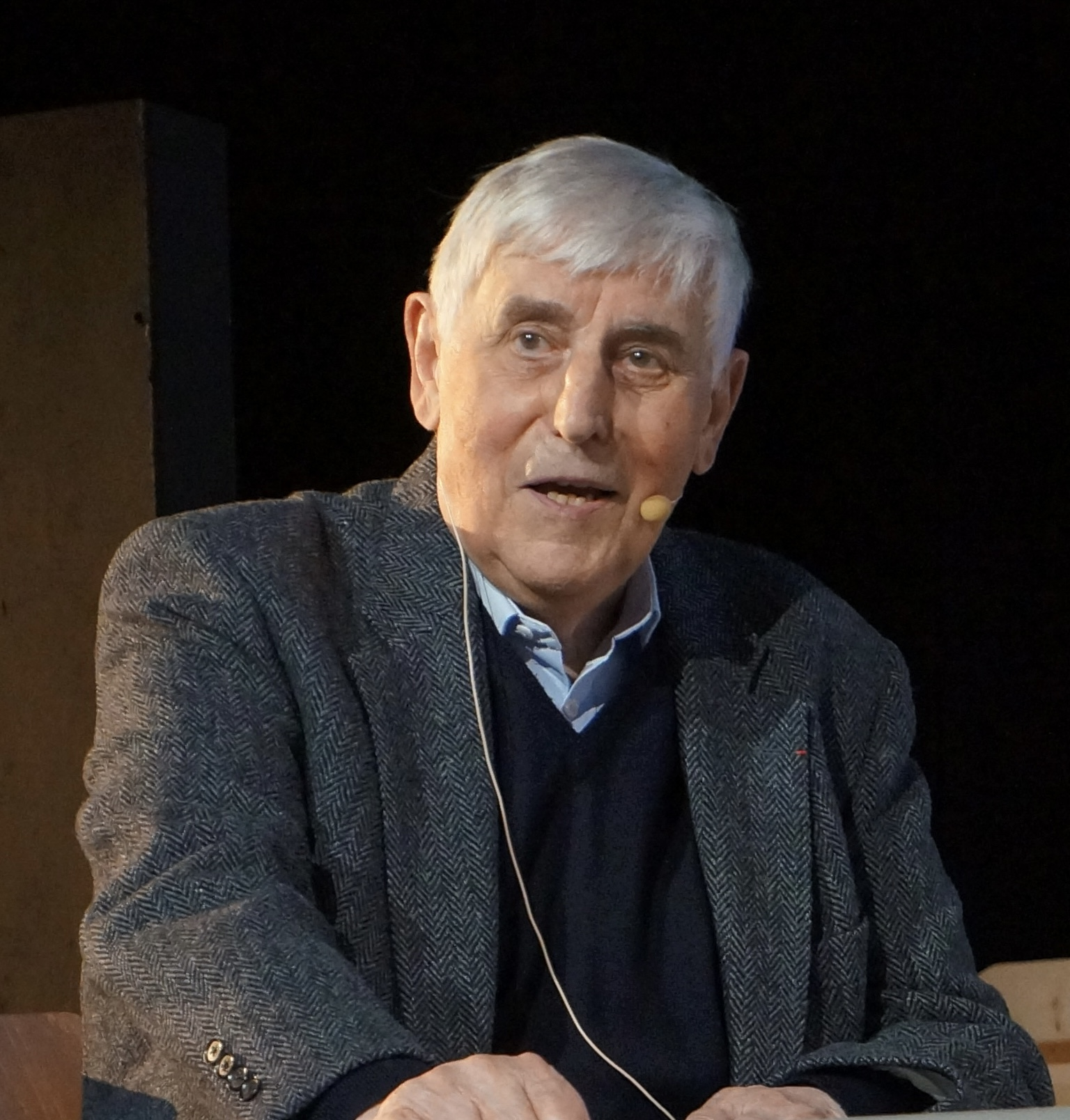
Roland Schweitzer

Roland Schweitzer (geboren am 15. Oktober 1925 in Bruyères (Vosges); gestorben am 7. August 2018) war ein französischer Architekt und Stadtplaner.
Schweitzer war ein Schüler von Auguste Perret und Jean Prouvé, Abschluss 1953. Er war Spezialist für Holzarchitektur und deren Geschichte, insbesondere in Japan. Seine architektonische Herangehensweise betonte ökologische und solidarische Werte. Schweitzer gilt als einer der Wegbereiter der Wiederbelebung der Holzarchitektur in Frankreich. Er wurde von der skandinavischen Architektur, insbesondere von Alvar Aalto, sowie von der traditionellen und modernen japanischen Architektur, darunter Sakakura, einem Schüler von Le Corbusier, beeinflusst. In seinen Werken strebte er nach Harmonie mit dem Standort, fließenden Bewegungsabläufen, Transparenz und Leichtigkeit der Strukturen. Zu seinen Hauptbaumaterialien gehörten Glas, Sichtbeton und Holz, in dessen Verwendung er weltweit als Experte galt.

## Biografie

### Herkunft und Ausbildung
Schweitzer wurde 1925 in Bruyères (Vosges) geboren. Sein Vater war ein Bewunderer von Le Corbusier. Im Alter von 12 Jahren machte er seine erste architektonische Schlüsselerfahrung beim Besuch des japanischen Pavillons, entworfen von Junzō Sakakura, auf der Weltausstellung 1937 in Paris. Er wurde an der regionalen Schule in Straßburg sowie bei Auguste Perret und Jean Prouvé ausgebildet und erhielt sein Diplom 1953.

### Karriere
Man kann drei Hauptphasen unterscheiden: die Phase der Jugendherbergen und Ferienzentren, die Phase der städtischen Projekte im Großraum Paris sowie die Phase der Wissensvermittlung und Konferenzen.

#### Erste Phase: Jugendherbergen und Ferienzentren
Ab 1954 war Schweitzer Nationaler Beraterarchitekt der Fédération des Auberges de Jeunesse. Er analysierte und überarbeitete Normen für Jugendherbergen, Landhäuser, Ferienzentren und Familienurlaubsorte und veröffentlichte dazu im Moniteur des Travaux Publics. 1960 nahm er am technischen Seminar zu Jugendherbergen in Hamburg teil, 1971 am europäischen Seminar in Kolding (Dänemark). Er realisierte rund zehn Jugendherbergen in Frankreich und entwarf fünf weitere, die nicht umgesetzt wurden. 1958 wurde er von der JPA mit der Planung des experimentellen Familienhauses im Schloss Viazac beauftragt, in Zusammenarbeit mit dem Pädagogen Albert Varier. Nach Viazac folgten Projekte in Lavaur, Bordeaux-Saint-Clair, Bénouville, Ballan-Miré und Cieux. In diesen Jahren entwickelte er seine persönliche Architektursprache, deren bedeutendstes Beispiel die Ferienkolonie „Four à Cieux“ ist, die als Kulturerbe des 20. Jahrhunderts eingestuft wurde; dort hielt er Seminare mit Architekturstudenten ab. Sein Stil zeichnet sich durch eingeschossige Bauweise, teils auf Stelzen, Flachdächer, Holzstützen und große Glasflächen aus.

#### Zweite Phase: Koordinierender Architekt in Paris
Ab den 1980er Jahren war Schweitzer koordinierender Architekt für die ZAC de Reuilly, das Projekt LA JARRIGE und 1991 für den Sektor TOLBIAC-NORD der ZAC Paris Rive Gauche. Er baute u. a. das Institut Sainte-Clotilde mit Gesamtschule, Internat, Sporthalle und Kapelle sowie sieben Sozialwohnungsanlagen in Paris und Umgebung.

#### Dritte Phase: Wissensvermittlung
Ab den 2000er Jahren widmete sich Schweitzer vor allem der Wissensvermittlung und reiste weltweit, wobei er stets eine besondere Beziehung zu Japan und dessen Holzarchitektur pflegte. Er war Gast an zahlreichen Hochschulen und hielt weiterhin Vorträge.

### Lehrtätigkeit
Schweitzer lehrte Architektur und trug zur Weiterentwicklung der Architekturausbildung bei. Im Mai 1968 nahm er an der Reformkommission der Architekturausbildung an der ENSBA teil. Von 1969 bis 1991 war er Professor und Atelierleiter an der Architekturschule UP7. 1984 gründete er das Aufbaustudium „Holz in der Architektur“ und leitete dieses bis 1991. Von 1987 bis 2000 war er als Vertreter der französischen Lehrkräfte im Beratenden Ausschuss für Architekturausbildung in Brüssel tätig und 1990/91 dessen Präsident. Parallel war er Mitorganisator des internationalen Postgraduiertenkurses für Bauingenieure und Architekten an der EPFL.
Seine Tochter, die Architektin Marie Schweitzer, setzt seine Forschung im Bereich Holzbau fort.

### Tod
Roland Schweitzer starb am 7. August 2018. Ihm wurden zahlreiche Ehrungen zuteil, u. a. ein nationaler Nachruf durch Françoise Nyssen, Kulturministerin, durch die Akademie der Architektur, deren ordentliches Mitglied er war, sowie beim Internationalen Holzbauforum durch Kazumasa Watanabé.

## Auszeichnungen und Ehrungen
1982: Grand Prix d'Architecture Haut-Marbuzet
1983: Médaille Le Soufaché der Akademie der Architektur
1987: 
1989: Ehrenmedaille der Akademie der Architektur

## Bedeutende Werke (Auswahl)
- 1964–1973: Ferienzentrum „Four JPA“, Kulturerbe des 20. Jahrhunderts, Cieux, Haute-Vienne[10]
- 1965–1969: Feriendorf „Lac du Gril“, Kulturerbe des 20. Jahrhunderts, Egletons, Corrèze[11]
- 1983: Jugendherberge Moulin Blanc (Nationaler Preis des Jugend- und Sportministeriums 1991), Brest, Finistère

## Veröffentlichungen
- Construire en bois, mit Thomas Herzog, Julius Natterer, Michaël Volz und Wolfgang Winter. Lausanne: Presses polytechniques et universitaires romandes, 2012. (Atlas de la Construction)
- Roland Schweitzer, un parcours d’architecte, 1954–2014. Arsign, 2014. ISBN 978-2-9546597-0-1
- Roland Schweitzer. Modernité et longue durée. Amandine Diener, Daniel le Couédic, Éditions du patrimoine, Collection Carnets d’architecte, 2025. ISBN 978-2-75770987-0